# Saropogon antipodus
Saropogon antipodus là một loài ruồi trong họ Asilidae. Saropogon antipodus được Schiner miêu tả năm 1868. Loài này phân bố ở miền Australasia.